# هروه گوتیه

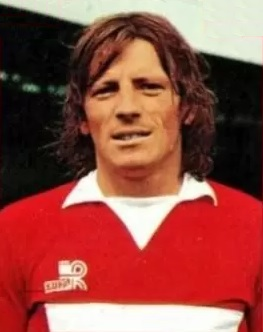
هروه گوتیه در سال ۱۹۷۵

هروه گوتیه (انگلیسی: Hervé Gauthier؛ زادهٔ ۲۸ مهٔ ۱۹۴۹) بازیکن فوتبال اهل فرانسه است.
از باشگاه‌هایی که در آن بازی کرده‌است می‌توان به باشگاه فوتبال لیل اشاره کرد.